# Томпсонвілл (округ Джим-Гогг, Техас)
Томпсонвілл (англ. Thompsonville) — переписна місцевість (CDP) в США, в окрузі Джим-Гогг штату Техас. Населення — 26 осіб (2020).

## Географія
Томпсонвілл розташований за координатами 27°15′36″ пн. ш. 98°47′5″ зх. д. / 27.26000° пн. ш. 98.78472° зх. д. (27.260012, -98.784671).  За даними Бюро перепису населення США в 2010 році переписна місцевість мала площу 10,07 км², уся площа — суходіл.

## Демографія
Згідно з переписом 2010 року, у переписній місцевості мешкало 46 осіб у 18 домогосподарствах у складі 15 родин. Густота населення становила 5 осіб/км².  Було 20 помешкань (2/км²).
Расовий склад населення:
| - 78,3 % — білих - 17,4 % — осіб інших рас |

До двох чи більше рас належало 4,3 %. Частка іспаномовних становила 71,7 % від усіх жителів.
За віковим діапазоном населення розподілялося таким чином: 19,6 % — особи молодші 18 років, 73,9 % — особи у віці 18—64 років, 6,5 % — особи у віці 65 років та старші. Медіана віку мешканця становила 44,5 року. На 100 осіб жіночої статі у переписній місцевості припадало 64,3 чоловіків;  на 100 жінок у віці від 18 років та старших — 60,9 чоловіків також старших 18 років.
Цивільне працевлаштоване населення становило 0 осіб. 